# ويتني هيوستن: أود الرقص مع شخص ما
أود الرقص مع شخص ما (بالإنجليزية: I Wanna Dance with Somebody)‏ هو فيلم سيرة ذاتية موسيقي عن حياة المغنية الأمريكية ويتني هيوستن. الفيلم من إخراج كاسي ليمونز وبطولة ناعومي آكي، ستانلي توتشي، أشتون ساندرز وتمارا توين، صدر الفيلم في 23 ديسمبر 2022.

## روابط خارجية
أود الرقص مع شخص ما على موقع IMDb (الإنجليزية)
- أود الرقص مع شخص ما على موقع ميتاكريتيك (الإنجليزية)
- أود الرقص مع شخص ما على موقع روتن توميتوز (الإنجليزية)
- أود الرقص مع شخص ما على موقع ألو سيني (الفرنسية)
- أود الرقص مع شخص ما على موقع أول موفي (الإنجليزية)
- أود الرقص مع شخص ما على موقع فيلمافينيتي (الإسبانية)
- أود الرقص مع شخص ما على موقع قاعدة بيانات الأفلام السويدية (السويدية)
- أود الرقص مع شخص ما على موقع قاعدة بيانات الفيلم (الإنجليزية)
- أود الرقص مع شخص ما على موقع ليتربوكسد (الإنجليزية)
- أود الرقص مع شخص ما على موقع كينوبويسك (الروسية)